# John Reese (personnage de fiction)
Pour l'écrivain, voir John Reese (écrivain).
John Reese est un personnage de la série télévisée Person of Interest. Il est interprété par Jim Caviezel. Reese est un homme solitaire dont le sens de l'humour sec émerge au fil du temps. Il travaille avec Harold Finch, un ingénieur milliardaire, pour aider les résidents de New York qui sont potentiellement impliqués dans des crimes violents, grâce à un système de surveillance de masse conçu par Finch, la Machine. Il est très reconnaissant envers Finch qui lui a sauvé la vie, le considérant même comme son seul ami. Il est extrêmement habile avec un grand nombre d'armes et possède une connaissance de nombreuses techniques de combat au corps à corps. Cela ne l'empêche pas de posséder un niveau d'humanité qui le pousse à travailler avec Finch pour protéger les victimes potentielles. Reese est propriétaire d'un ancien chien militaire, Balou, un malinois à qui il a sauvé la vie au début de la saison 2. Il l'a envoyé vivre avec Finch pour assurer la sécurité de ce dernier. Dans le final de la série, il meurt volontairement, abattu par des agents de « Samaritain », l'ennemi de Reese et ses associés dans les saisons 3, 4 et 5, tandis qu'il permet la sauvegarde de la Machine en envoyant son code source à un satellite, afin de protéger Harold qui voulait initialement effectuer cette mission suicide.

## Biographie

### Soldat puis agent à la CIA
« Quand vous trouvez la personne qui donne un sens à votre vie, vous devenez quelqu'un de différent. Quelqu'un de meilleur. Mais quand cette personne vous est enlevée... Qu'est-ce que vous devenez ? »

— John Reese, La Machine
John est né à Puyallup dans l'État de Washington aux États-Unis, son véritable nom de famille restant inconnu. En effet, Reese est un nom qu'il a commencé à porter un peu avant la fin de 2006, quand il a commencé son service à la CIA. Selon son dossier militaire, son vrai prénom serait John H., sans certitude (Harold Finch l'appelle Nathan, du nom de son ancien ami et co-créateur de la Machine, Nathan Ingram, alors qu'il est sous ecstasy dans l'épisode 18 de la 1ère saison). Sur ce même dossier, on peut voir ce qui semble être la dernière lettre de son nom de famille qui est caché par une photo. Cette lettre est un S. Ce qui laisse à penser que ce dossier est le dossier militaire d'origine de John, avant qu'il ne change d'identité. Dans les dernières minutes du dernier épisode de la série (épisode 13, saison 5), on aperçoit furtivement une pierre tombale où il est écrit John Ta. L'image change avant que l'on ait pu voir la fin du nom. John Reese étant censé être mort depuis longtemps, l'on peut en déduire que cette pierre tombale est la sienne et qu'elle date de l'époque où il était supposé être tombé en mission. Son nom complet pourrait donc être quelque chose comme John H. Ta....s.
Il serait né un 24 avril (cette date est affichée sur son téléphone le jour de son anniversaire). On ne connaît donc presque rien de sa vie passée. Après la mort de Carter, il se rend dans le Colorado, dans une petite ville située à 8km d'une base militaire où son père était avant d'être déployé au Vietnam. On ne sait pas si son père est originaire de ce lieu ou bien s'il était simplement posté là en tant que militaire. John se décrit comme n'ayant pas d'amis et pas de famille. Son numéro de sécurité sociale (SSN) est 380-00-0050.

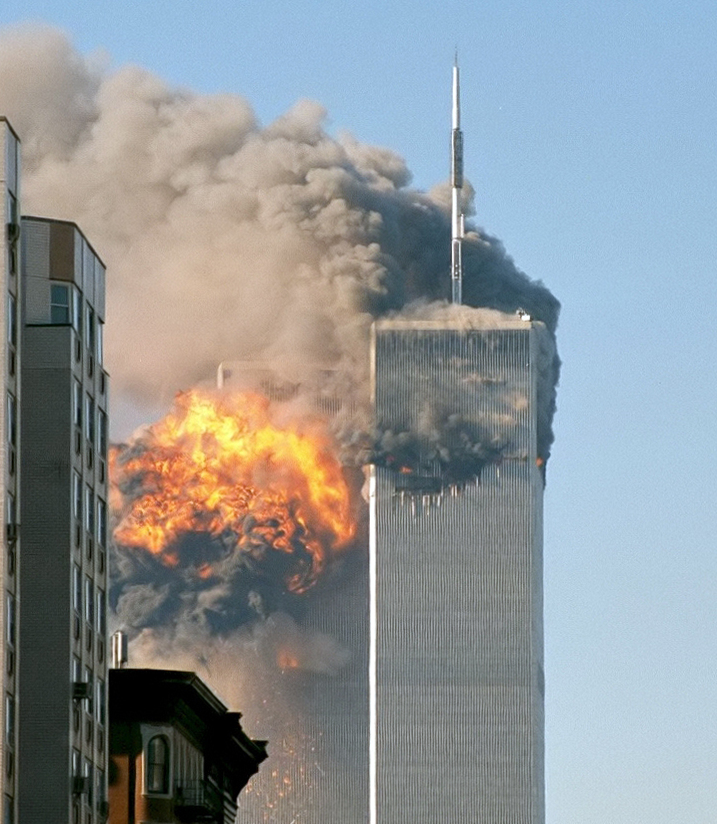
Les attentats du 11 septembre 2001, événement qui a fait quitter l'Armée à John pour rejoindre la CIA.

Reese a rejoint l'armée le 15 janvier 1993. Durant ses neuf années au sein de l'armée, il a servi dans l'infanterie en tant que soldat des Forces Spéciales (béret vert) et a notamment été engagé en Afghanistan et en Irak. Il semble avoir été promu au grade de sergent le 15 septembre 1998. À noter qu'il servira également en tant qu'opérateur au sein de la Delta Force.
Pendant son service en tant que béret vert stationné à la base militaire de Fort Lewis, John rencontre Jessica Arndt, une infirmière dont il tombe éperdument amoureux. En vacances au Mexique, il annonce à Jessica qu'il a l'intention de quitter l'Armée pour rester aiprès d'elle. Cependant, Jessica et lui sont témoins des attentats du 11 septembre 2001 à la télévision dans leur chambre d'hôtel au Mexique, et tous deux se rendent compte que sa carrière est loin d'être terminée. Finalement, John rompt avec Jessica et est recruté par la CIA. Quelque temps après, ils se rencontrent par hasard dans un aéroport. Jessica a entre-temps trouvé un nouveau compagnon, Peter Arndt, avec lequel elle est fiancée, mais donne à John une dernière chance de sauver leur relation. Mais Reese en est incapable et souhaite, selon ses propres mots, qu'elle trouve quelqu'un avec qui elle sera plus heureuse qu'avec lui, pensant qu'il ne rentrera pas vivant au pays. On reverra cette scène régulièrement tout au long de la série dans des flashbacks. Son nouveau compagnon, qui deviendra son mari, finira par la tuer accidentellement lors d'une dispute.
En poursuivant sa carrière militaire, John est donc recruté par la CIA en tant qu'agent de terrain. C'est donc bien à ce moment qu'il a commencé à se faire appeler Reese. Avec sa partenaire Kara Stanton, il participe à des opérations secrètes sous l’autorité de leur supérieur, Mark Snow. Bien que Reese ait les compétences nécessaires pour mener à bien toutes les missions auxquelles il est assigné, il montre de l'hésitation pour exécuter certaines d'entre elles, contrairement à sa partenaire qui, elle, est impitoyable. Ensemble, ils participent à un grand nombre de missions réussies, dont certaines clandestines sur le sol américain que Kara qualifie de territoire ennemi. Pendant cette période Reese commence à avoir une relation avec Kara. En pause entre deux missions, Reese, qui a gardé la trace de Jessica, rencontre son mari, Peter Arndt, dans un bar. Cependant il s'en va avant que Jessica n'arrive. En 2010, alors qu'il est en mission au Moyen-Orient, John reçoit un message vocal de la part de Jessica lui demandant de l'appeler. John la rappelle donc en urgence et lui dit qu'il sera là dans 24 heures. Cependant il ne pourra pas honorer cette promesse, étant envoyé en Chine pour une mission top secret par Snow juste après.
Une fois arrivés en Chine, Reese et Stanton sont briefés par Snow et un membre de la NSA, Alicia Corwin. Leur mission est d'entrer dans une ville chinoise abandonnée, Ordoz, afin de récupérer un ordinateur portable d'une grande valeur. Cependant, l'agent Snow dit en secret à chaque agent que l'autre a été compromis et qu'il doit être tué à la fin de la mission. En entrant dans la ville, Reese et Stanton  trouvent des employés récemment tués par balles à l'endroit où l'ordinateur est supposé être caché. Ils arrivent tout de même à trouver l'objet. Ayant terminé leur mission, Stanton signale leur position à la CIA avec un laser. Pendant ce temps, Reese se demande s'il va ou non tuer sa partenaire comme cela. Il n'a pas le temps de tergiverser trop longtemps, Stanton s'étant retournée et lui ayant tiré dessus. Reese se rend alors compte que Snow ne voulait pas récupérer l'appareil mais le détruire et voulait s'assurer de la mort des deux agents. John parvient tout de même à s’enfuir de la ville quelques secondes avant que le complexe soit détruit par des tirs de missiles provenant d'une attaque aérienne. Stanton étant restée là-bas, elle semble sans conteste morte. Mais il n'en est rien, puisque plus tard, elle kidnappera son ancien supérieur, Snow, et le forcera a exécuter ses ordres.
Le moyen de retour de Reese aux États-Unis reste inconnu. Cependant en février 2011, pendant que sa blessure par balle guérit toujours, il se rend à l'hôpital où Jessica travaille, en espérant la voir. Il apprend alors qu'elle a été tuée dans un accident de voiture deux mois plus tôt. Il décide de partir chez elle, à New Rochelle, et s’introduit dans sa maison. Il s'assoit tranquillement en regardant des vidéos de Jessica en attendant que Peter, son mari, rentre chez lui. John découvre alors la vérité : Peter battait sa femme et lors d'une des altercations qu'il a eues avec elle, l'a tuée. Il a alors transformé ce meurtre en accident de voiture. Quand Peter arrive, les deux hommes se disputent brièvement. Cette nuit-là, Peter disparaît. Le FBI croit que Reese l'a tué, mais plus tard les événements suggéreront que John a emmené Peter dans une prison  de haute sécurité à Torreon au Mexique pour y être incarcéré. Reese n'est jamais retourné à la CIA, mais est quand même retourné à New York, vivant en tant que SDF, avant d'être sorti de cette situation par Harold Finch.

### Activités avec Harold Finch
« Je vous ai offert un travail monsieur Reese, je ne vous ai jamais dit que ça serait facile. »

— Harold Finch, La Machine

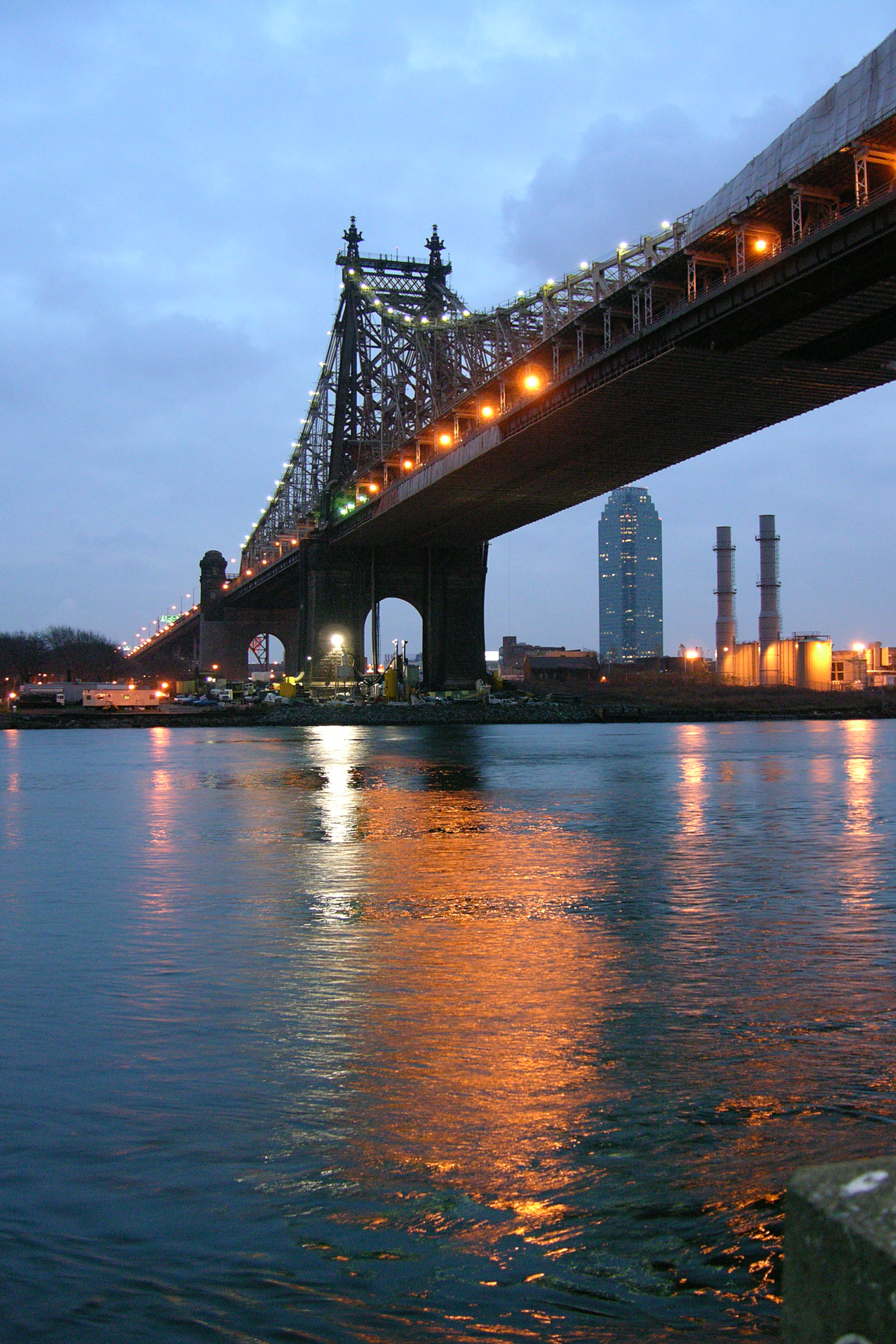
Le Queensboro Bridge, lieu de la première rencontre entre Harold et John.

Après la mort de Jessica, Reese commence à porter les cheveux longs et à avoir une longue barbe. Il vagabonde dans les rues de New York en essayant d’échapper à ses démons en buvant et en regardant des films de combat. Un jour dans l'été 2011, il se bat avec un groupe de jeunes en train de prendre le métro. Tout le monde est arrêté, y compris Reese qui est interrogé par le lieutenant Carter. Elle voit tout de suite que c'est un ancien soldat, mais John ne répond que très peu, ce qui éveille la curiosité de la policière. Alors que les empreintes de Reese suggèrent qu'il est mêlé à beaucoup d'autres affaires, ce dernier s'en va avant que Carter puisse lui poser d'autres questions. Il est emmené dans un parc sous le Queensboro Bridge. C'est à cet endroit qu'il rencontre pour la première fois Harold Finch.
Au début, John est suspicieux sur Harold, ce dernier disant tout savoir sur Reese. Finch commence à dire qu'il connaît des choses sur son passé proche (alcool, bagarres,…) et lui dit qu'il sait ce dont il a besoin : un travail et surtout un but. Ils retournent ensuite à Manhattan et marchent à travers les rues de New-York. Harold lui dit alors qu'il a des informations sur des personnes en danger, une liste, et qu'il veut que John aide ces personnes. La personne qui est actuellement en tête de la liste est une femme qui se trouve juste devant eux. Finch demande à Reese de suivre cette personne et de faire tout ce qu'il peut pour l'aider, il couvrira tous les frais. Reese refuse, en disant que Finch est un milliardaire qui s’ennuie et qui essaye de trouver quelque chose pour s'amuser.
John retourne dans sa chambre d'hôtel, dans laquelle il met des vêtements propres, se coupe les cheveux et se rase sa barbe afin de retrouver une apparence correcte. Il tombe ensuite de fatigue sur son lit, en buvant une bouteille de whisky. Quand il se réveille, il se trouve dans une chambre d'hôtel totalement différente, luxueuse, attaché à son lit. Le téléphone se met alors à sonner ; c'est Finch et celui-ci lui dit que ses informations sont toujours vraies et qu'il a besoin de lui. John commence ensuite à entendre une femme crier dans la chambre d'à côté. Il arrive à se libérer et à atteindre la pièce où est supposée se trouver cette femme. Cependant il n'y trouve que Harold et un enregistrement d'une femme tuée trois ans plus tôt. Ayant fait cela pour persuader Reese de le rejoindre, Finch lui dit qu'il ne lui mentira jamais, qu'il a quitté le gouvernement et qu'il croit que ce qu'il veut c'est aider ces personnes en danger. Étant certain que Finch ne fait pas partie de gouvernement, il lui demande qui il est exactement. Il lui répond alors qu'il est une tierce partie concernée et qu'il peut lui offrir une chance d'aider des personnes qui n'en avaient pas la chance avant.
John accepte donc l'offre d'Harold et commence à suivre Diane Hansen, la femme qu'ils avaient vue tout à l'heure, une assistante du procureur du district. Harold emmène ensuite l'ex-soldat dans son quartier-général secret, une ancienne librairie qu'il a achetée grâce à une banque qu'il contrôle. Au fur et à mesure qu'ils travaillent ensemble, Reese renseigne Finch sur ses stratégies d'espionnage, et devient très curieux de savoir qui est réellement la personne qu'il a en face de lui. Il n'a quasiment rien en réponse, Finch lui disant encore qu'il est une personne très privée. Ce dernier fournit à John des fausses identités et des fonds pour qu'il mène à bien sa mission. C'est à ce moment qu'il voit pour la première fois la fameuse et très longue liste ; des numéros de sécurité sociale dont Finch refuse de révéler la provenance. John commence donc son investigation sur la femme en question, et les deux hommes établissent très vite leur façon de travailler : John sur le terrain et Harold sur l'ordinateur, en permanence connectés grâce à un téléphone portable.
La curiosité de John sur Harold ne cesse d'augmenter, même si celui-ci ne dit toujours rien sur son passé et sur ses numéros. Au fur et à mesure que l'enquête progresse, Reese découvre qu'un groupe de policiers corrompus évolue dans New York et réalise qu'il est dans une situation plus complexe que celle à laquelle il s'attendait. Il presse Finch pour avoir plus de détails la provenance de ses informations. Ils marchent alors à travers un parc et John écoute Harold lui raconter l'existence de la Machine, son rôle dans son développement et comment il a créé une liste « pertinente » et une autre « non pertinente ». Avec ces nouvelles informations et une nouvelle identité, celle d'une policier corrompu, le lieutenant Stills, il continue d'enquêter sur l'affaire. Une fois celle-ci terminée, et ayant eu une discussion pour demander l'aide du policier corrompu Lionel Fusco, Reese se décide à réellement travailler avec Finch.
Au fil du temps, Reese et Finch arrivent à se faire confiance mutuellement, devenant même amis. Finch appelle généralement son partenaire M. Reese, utilisant son prénom seulement en cas de nécessité. Reese continue de grappiller des informations sur Harold, découvrant qu'il a perdu un être cher tout comme lui. Alors qu'il aide un docteur cherchant à venger la mort de sa sœur, Reese commence à se questionner sur sa relation avec la violence, réalisant qu'il peut faire un choix de tuer ou non le responsable de ce meurtre. Il devient par la suite très reconnaissant envers son partenaire, pour lui avoir à la fois sauvé sa vie et être devenu son ami. Ce dernier est cependant plus réservé, mais ne se ménage pas quand la vie de Reese est par exemple menacée par un sniper de la CIA. Plus tard, Finch offre en cadeau d'anniversaire à son ami un loft d'une grande valeur. Leur amitié évoluant, Reese devient de plus en plus protecteur envers Finch, en particulier quand ce dernier est enlevé par Root. Il lui donne un chien, Balou, qui servira à le protéger quand il n'est pas près de lui et aussi à lui tenir compagnie.

### «L'homme au costume»
Avec l'entrée dans sa vie de Harold Finch, Reese entame une série de changements de sa garde-robe qui lui vaut le surnom de « l'homme au costume ». Possédant un peu d'argent, malgré le fait qu'il vivait en tant que SDF, Reese se coupe les cheveux et achète des vêtements propres après sa première rencontre avec Harold : tout d'abord un tee-shirt et un jean puis un chemise sombre et un blouson en cuir qu'il porte pour son premier jour de travail avec Harold. Plus tard, financé entièrement par Finch, il opte pour un simple costume noir ainsi qu'une chemise blanche. Il porte généralement, en plus, un gilet pare-balles, qui lui est souvent utile. Quand ses activités commencent à éveiller l'attention des forces de l'ordre, notamment du lieutenant Carter, la première description qu'elle entend à propos d'un homme passant outre aux lois est « un grand mec dans un costume noir ». Cette description changera plus tard en « l'homme au costume », devenant même son surnom quand elle le poursuit pendant les premiers épisodes de la série. Cela donne alors à Reese une allure de légende urbaine de New York. La légende raconte qu'un bel homme habillé dans un costume élégant offre souvent de l'aide inattendue et toujours à l'heure pour empêcher un crime violent de se produire, sauvant les innocents et mettant hors-service les criminels.

### Compétences
Au fur et à mesure qu'il travaille avec Finch, Reese fait preuve de grandes compétences en matières d'espionnage et de combat. Cela est dû aux entraînements qu'il a suivis lorsqu'il était soldat des forces spéciales ou encore agent de la CIA. Il réagit rapidement aux situations les plus difficiles et semble plein de ressources. Il a été entraîné aux techniques de close combat et peut facilement se débarrasser de plusieurs adversaires à la fois. Il possède un petit arsenal chez lui, et peut utiliser une grande variété d'armes facilement. Capable de tirer avec une extrême précision, il préfère blesser plutôt que tuer (en particulier en visant les genoux). Il est aussi habile avec un couteau et improvise parfois des armes avec le matériel qui se trouve autour de lui. L'entraînement de John l'a également rendu très résistant à la douleur : il est capable de rester lucide même quand il endure de multiples blessures par balles et peut même résister à des méthodes d'interrogatoires brutales ou à la torture.

### Psychologie
Selon le FBI, qui le poursuit, c'est un sociopathe. 
Sous le coup d'une enquête interne quand il travaille sous couverture à la police de New York, Iris Campbell, la psychologue chargée de son évaluation psychologique déclare qu'il souffre d'un complexe du héros qui le pousse à vouloir sauver tous ceux qui l'entourent.